# 中津川 (信濃川水系)

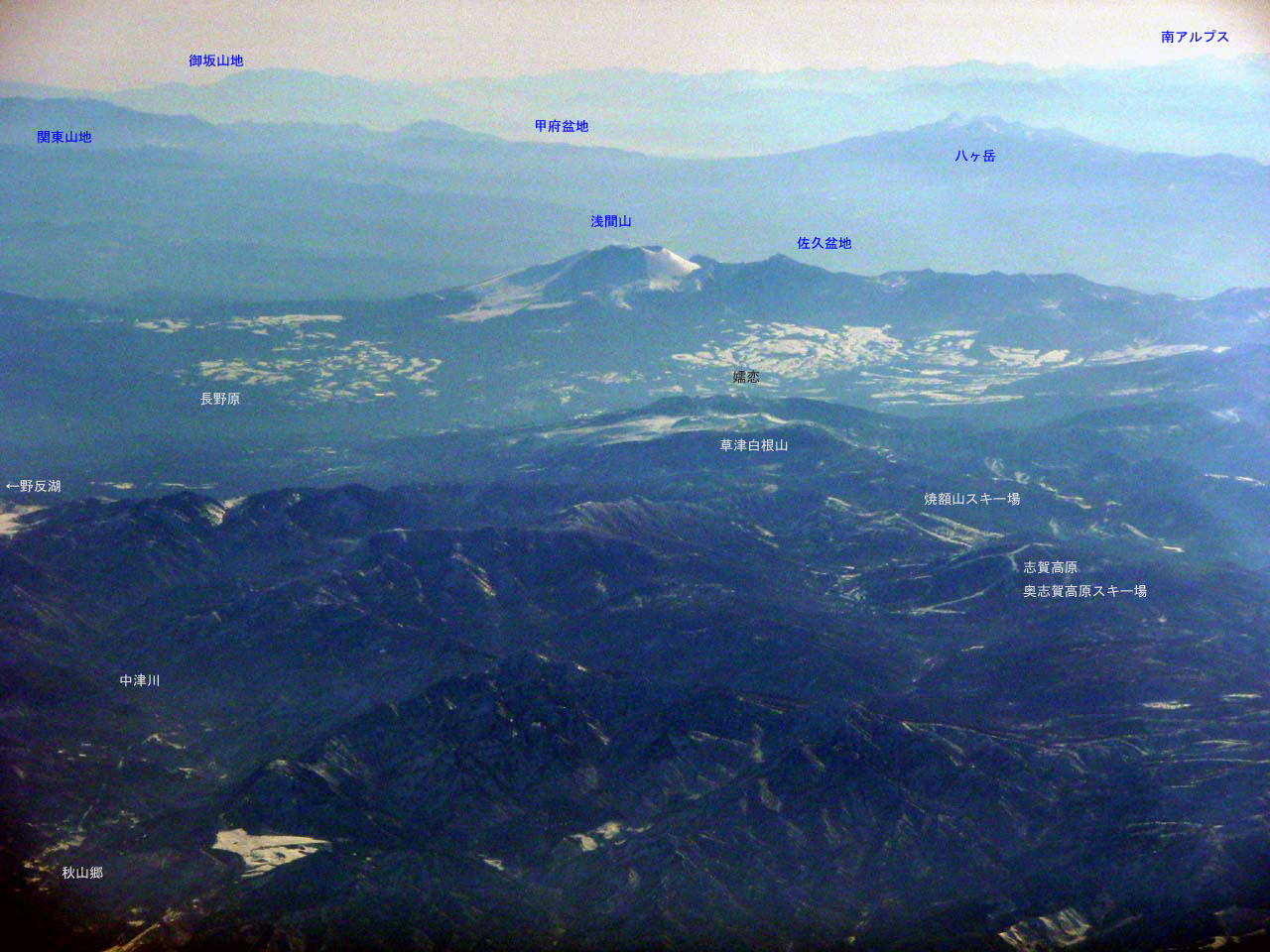
中津川（左下）空撮

中津川（なかつがわ）は、群馬県、長野県および新潟県を流れる信濃川水系の一級河川。流域には秘境として知られる秋山郷がある。

## 地理
群馬県吾妻郡中之条町大字入山の北部に野反湖がある。その周辺にそびえる山々から流れ出た渓流が野反湖へ注ぎ、湖の北端の野反ダムより流出し北へと流れる。この時点では千沢とも呼ばれる。魚野川（魚沼市を流れる魚野川とは異なる）を合わせ、切明温泉で雑魚川を合わせる。秋山郷の集落や中津川渓谷を流れ、新潟県津南町大字下船渡で信濃川へ合流する。

## 歴史

### 水力発電
中津川を流れる水を利用した水力発電所の建設は、大正時代に始まる。水利権を取得した信越電力によって中津川第一・第二・第三発電所が相次いで運転を開始し、総出力およそ6万キロワットという一大電源地帯となった。
戦後は東京電力が事業を継承し、再開発事業に着手。中津川第一・第二発電所は出力増強。最下流の中津川第三発電所は廃止され、代わって下船渡発電所が新設。
発電所のトンネル工事現場では落盤により12人が死亡するなどの難工事であった。
上流では渋沢ダム・切明発電所を新設し、水源には野反ダムによって一大人造湖・野反湖が誕生した。2007年現在、中津川筋の水力発電所総出力は17万キロワットに及び、2009年には新たに栃川発電所（1,000キロワット）が完成する予定である。

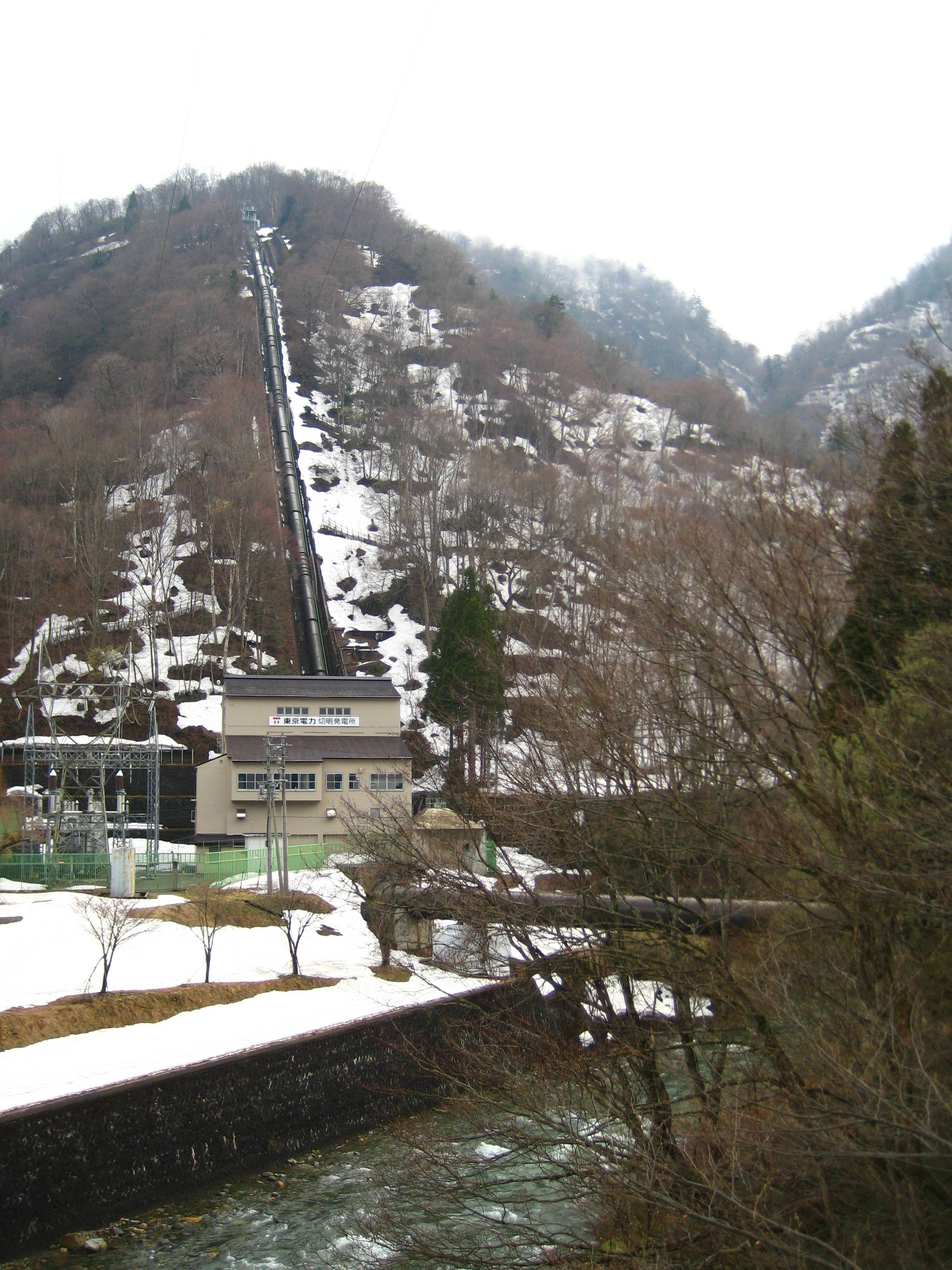
切明発電所
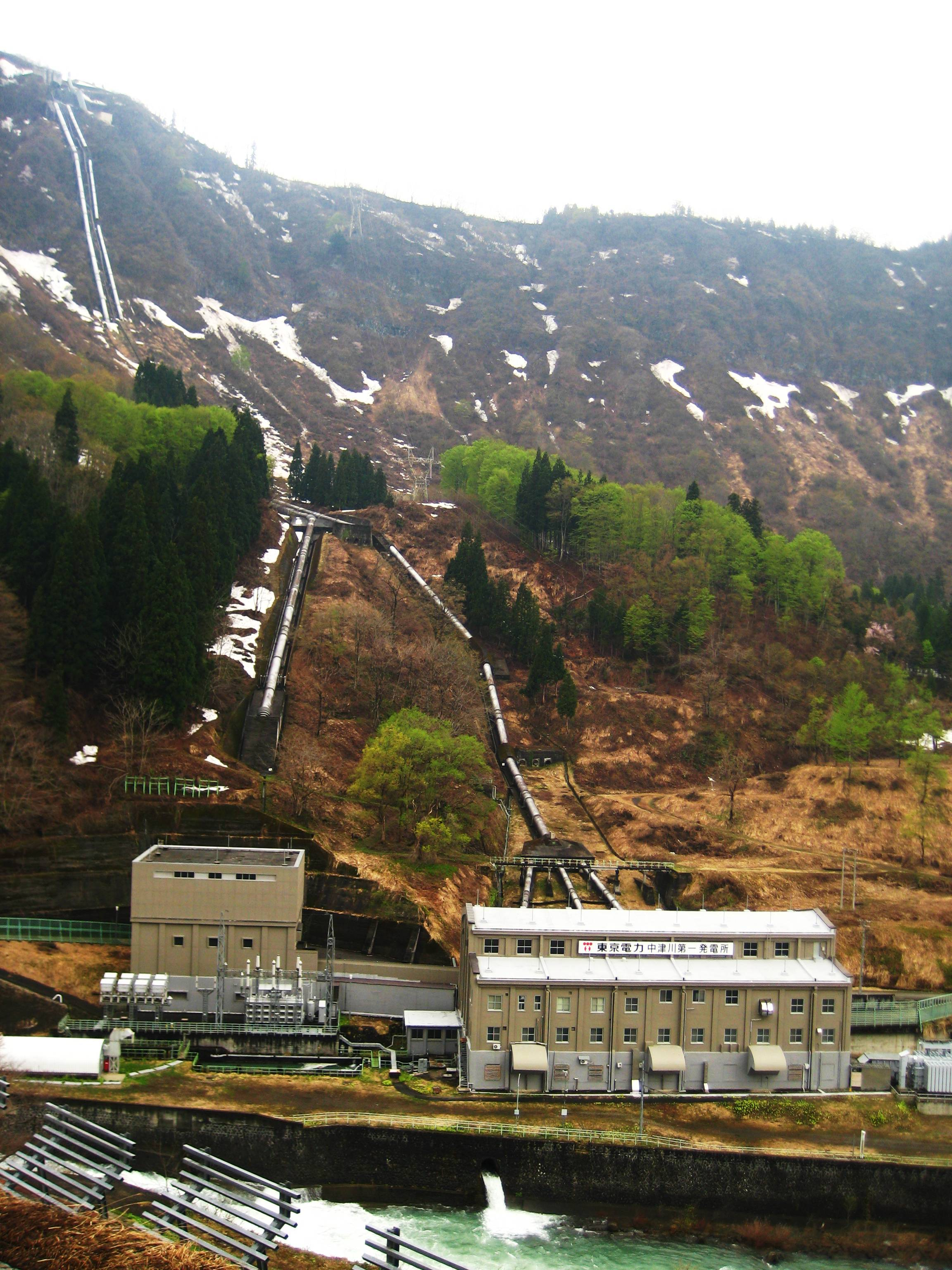
中津川第一発電所
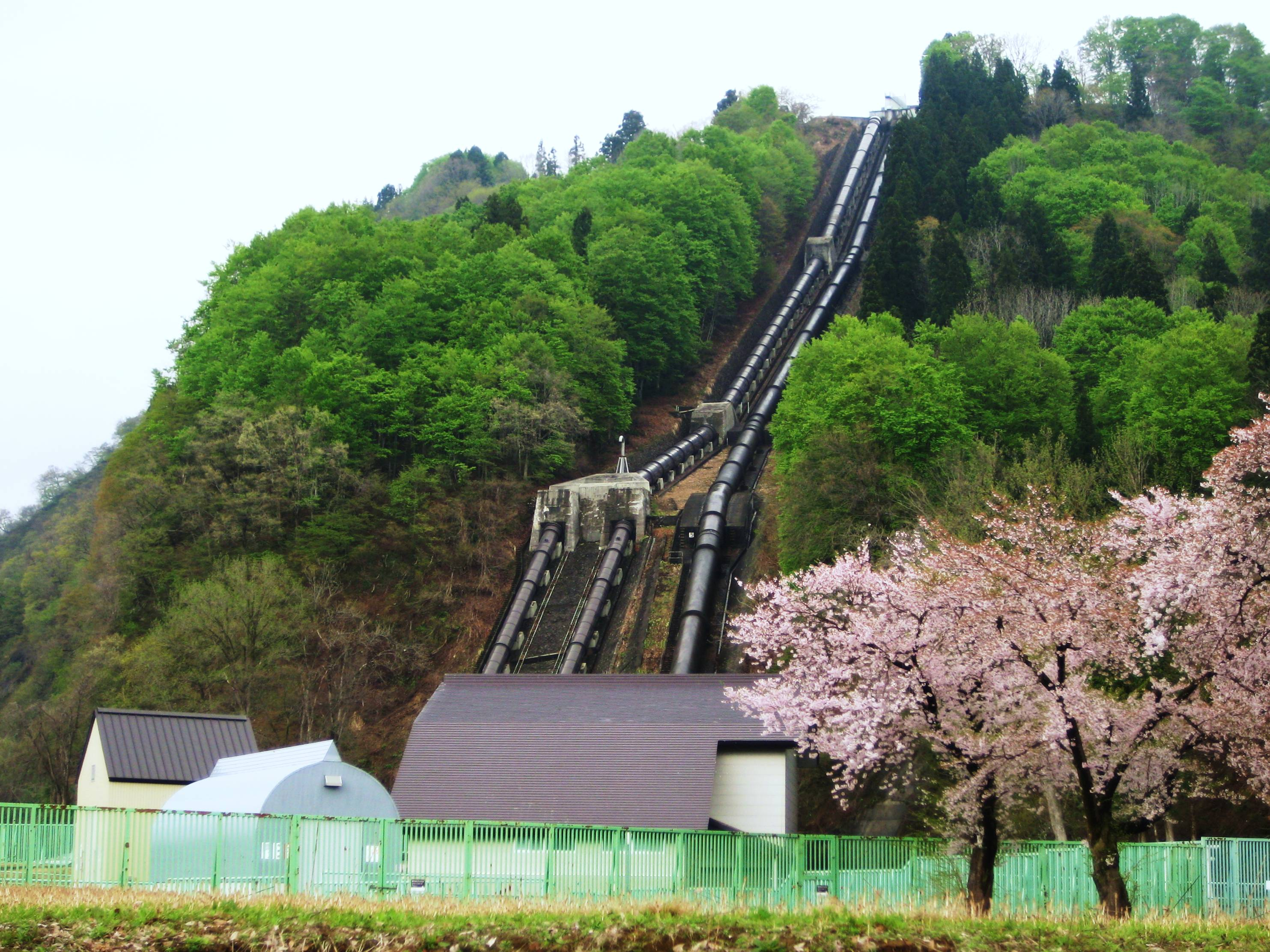
中津川第二発電所

## 河川施設

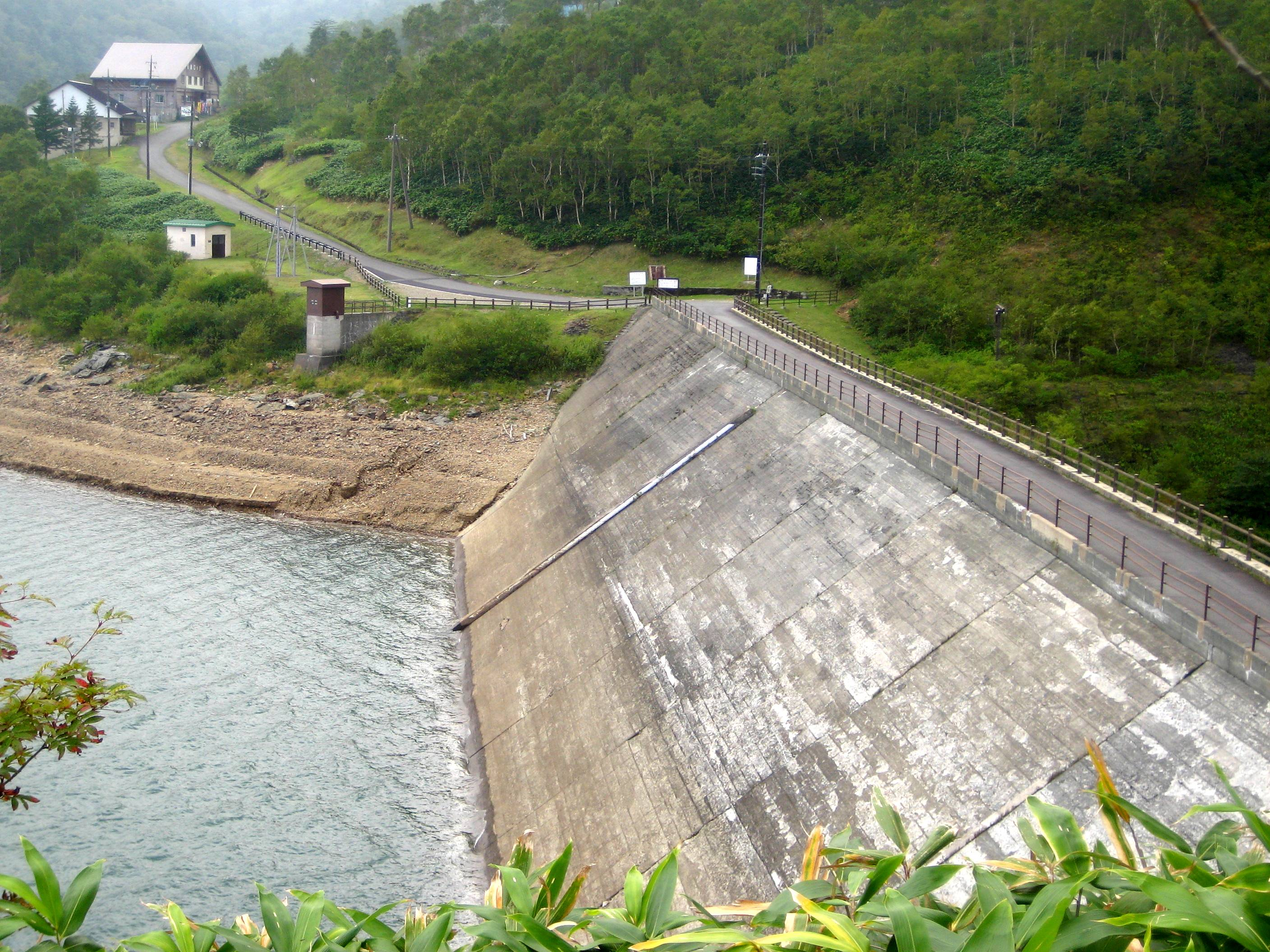
野反ダム
- 渋沢ダム
- 穴藤ダム
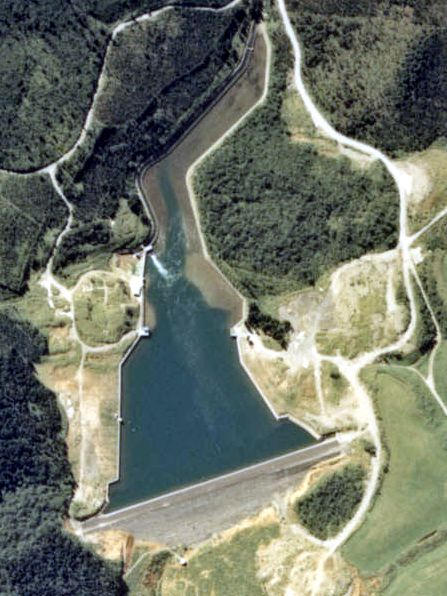
高野山ダム（河道外）
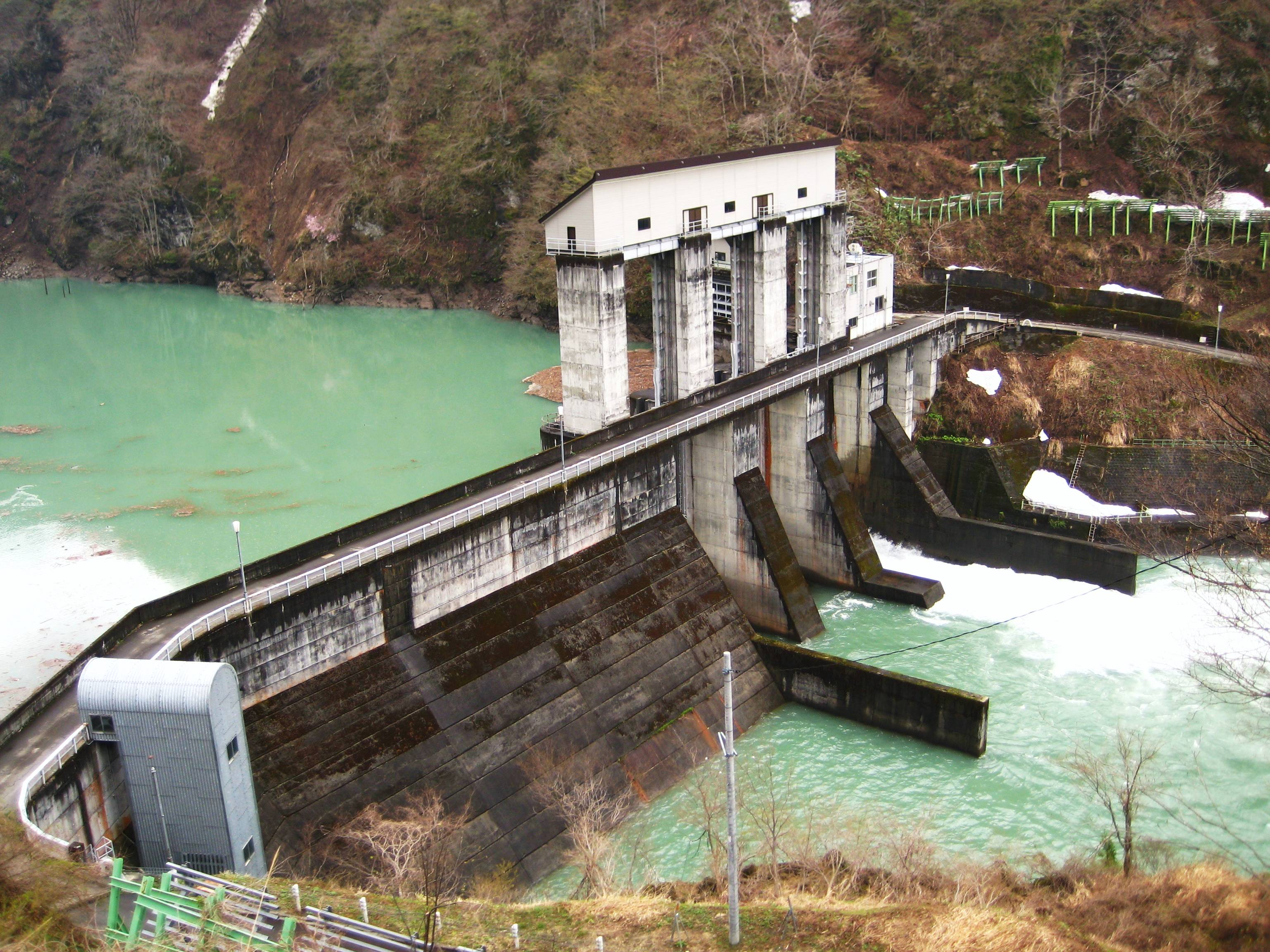
穴藤ダム

- 野反ダム
- 高野山ダム
- 穴藤ダム

## 流域の自治体
群馬県
吾妻郡中之条町
長野県
下水内郡栄村、下高井郡山ノ内町
新潟県
中魚沼郡津南町

## 並行する交通

### 道路

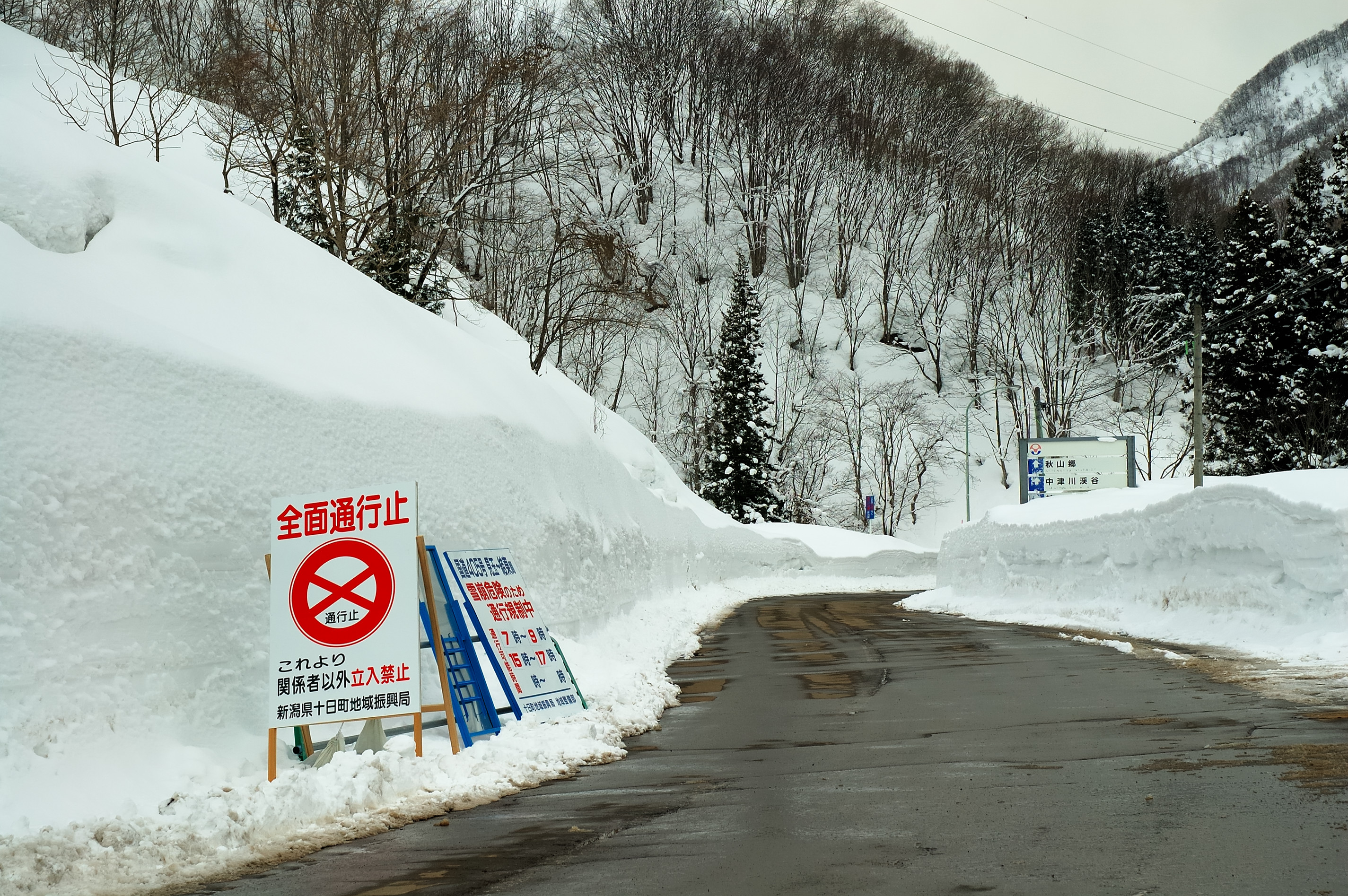
国道405号・通行規制地点（2006年・津南町側）

- 国道405号 - 冬は豪雪により通行止めになる。

切明温泉から野反池までは人家も道路もない（点線国道）。秋山郷（中津川渓谷、切明温泉まで）を訪れるには新潟県側から、野反湖を訪れるには群馬県側からアクセスする。

## 橋梁
下流より記載
- （信濃川） - 中津川大橋 - 石坂橋 - 穴藤橋 - （穴藤ダム） - 前倉橋 - 切明橋 - （渋沢ダム） - （野反ダム）